# Siderastrea siderea
Siderastrea siderea is een rifkoralensoort uit de familie van de Siderastreidae. De wetenschappelijke naam van de soort is voor het eerst geldig gepubliceerd door Ellis & Solander.